# Matilde Koen-Sarano
Matilde Koen-Sarano (Milano, 31 luglio 1939 – 4 giugno 2024) è stata una scrittrice israeliana di origine italiana.
Fu una delle più note autrici in lingua giudeo-spagnola, detta anche judezmo o ladino.

## Biografia
Koen-Sarano nacque a Milano il 31 luglio 1939, da una famiglia sefardita proveniente dalla Turchia. Suo nonno, Moise, nacque a Bergama nel 1874. I suoi genitori, Alfredo Sarano e Diana Hadjes, nacquero entrambi ad Aydın. Suo padre visse a Rodi fino al 1925, mentre sua madre a Smirne fino al 1938, quando si trasferì a Milano. Durante la seconda guerra mondiale, la famiglia si nascose in un monastero sulle montagne italiane delle Marche per sfuggire alle persecuzioni naziste. Suo padre fu Segretario della Comunità ebraica di Milano dal 1945 al 1969. Sposò Aaron Koen e si trasferì nello stato d'Israele nel 1960.

### Carriera
Koen-Sarano studiò alla Scuola della comunità ebraica di Milano e lingue all'Università Bocconi di Milano, nonché letteratura italiana, letteratura giudeo-spagnola e folklore giudeo-spagnolo all'Università Ebraica di Gerusalemme.
Nel 1960 compì l'aliyah, ossia l'emigrazione ebraica nello stato di Israele. Nell'estate del 1979 partecipò al seminario per produttori radiofonici in lingua giudeo-spagnola tenutosi presso Kol Israel. Ciò fece nascere in lei il desiderio di scrivere in questa lingua per ravvivare e promuovere il patrimonio culturale in cui fu immersa durante la sua infanzia. Per raggiungere questo obiettivo, iniziò a intervistare diverse persone del mondo sefardita per registrare e conservare centinaia di racconti popolari e storie tradizionali. In seguito, nel 1986, pubblicò il suo primo libro di racconti popolari sefarditi, intitolato Kuentos del Folklor de la Famiya Djudeo-Espanyola (Racconti popolari della famiglia giudaico-spagnola), dopo il quale seguì un'intensa attività pubblicistica, sempre volta alla diffusione del patrimonio culturale sefardita. Nell'aprile 2009 pubblicò il suo ultimo libro, Kon bayles i kantes, Sefaradis de dor en dor (Con danze e canti sefarditi di generazione in generazione).
Dal 1996 Koen-Sarano insegnò judezmo all'Università Ben Gurion del Negev e dal 1998 tenne un corso per insegnanti di judezmo organizzato dall'Autorità nazionale per la lingua giudeo-spagnola e la sua cultura a Gerusalemme. Fu anche autrice di articoli giornalistici in giudeo-spagnolo e collaborò con contributi in quella stessa lingua presso l'emittente radiofonica Kol Israel.

### Vita privata e morte
Koren-Sarano ebbe tre figli. Sua figlia, Liora Kelman, fu con lei coautrice del libro di cucina Gizar kon Gozo. 
Matilde Koen-Sarano morì il 4 giugno 2024, all'età di 84 anni.

## Opere pubblicate

### Libri di racconti
- Kuentos del folklor de la famiya djudeo-espanyola + kaseta de kuentos, Kana, Yerushaláyim, 1986 (in giudeo-spagnolo ed ebraico).
- Cosa ne pensi di questo? , Kana, Yerushaláyim, 1991 (dito).
- Konsejas i konsejikas del mundo djudeo-espanyol, Kana, Yerushaláyim, 1994 (dito).
- Lejendas i kuentos morales de la tradisión djudeo-espanyola, Nur, Yerushaláyim (dito), 1999.
- Sipuré Eliau Anaví, kon notes de Shifra Safra, Midreshet Amalia, Jerusalem, 1993-94 (dito).
- De Saragoza a Yerushaláyim, Ibercaja, Saragozza, 1995 (in lingua giudeo-spagnola ).
- Storie di Giochà, in due edizioni: una per le scuole (1991) e una per il grande pubblico, Sansoni, Firenze, 1990 (in italiano).
- Le storie del re Salomone . Sansoni, Firenze, 1993 (in italiano).
- Re Salomone e il pesce d'oro, con note di Reginetta Haboucha, Wayne State University Press, Detroit, Michigan (in inglese), 2004.
- Ritmo antico, poesie i kantigas, Edisión de la Autora. Gerusalemme, 2005 (djudeo-espanyol-ivrit).
- Por el plazer de kontar – Kuentos de mi vida . Selezione di storie. Nur Afakot. Gerusalemme, 2006 (in giudeo-spagnolo).
- Kuentos salados djudeo-espanyoles, Editorial Capitelum, Valencia, 2000 (in giudeo-spagnolo).
- Fiabe di Joha, l'imbroglione ebreo. Traduzione di David Herman, Jewish Publication Society, Philadelphia 2003.
- El kurtijo enkantado, Kuentos Populares djudeo-espanyoles . Nur Hafakot, (in giudeo-spagnolo ed ebraico), Gerusalemme 2003.
- Guerta muzikal: Koleksión de piesas muzikales djudeo-espanyolas, (Sefaradís de dor en dor, commedia musicale e adattamento radiofonico; Maridos i mujeres, Mil i un Djohá, El novio imajinario i Tres ermanikas). Matilda Koén-Sarano, Moshé Bahar, Hayim Tsur e Avraham Reuveni. Gerusalemme, 2002 (in giudeo-spagnolo).
- Cuento del bel da fare . Kuentos djudeo-espanyoles, ed. Shalom, Istanbul 2005.
- Kon bayles i kantes, Sefaradis de dor en dor (in giudeo-spagnolo). 2009
- Vejés liviana, kuentos djudeo-espanyoles . Nur Hafakot, Gerusalemme (in giudeo-spagnolo ed ebraico) (2006).

### Corsi di lingua
- Kurso de Djudeo-Espanyol (Ladino) para Prinsipiantes, Università Ben Gurion nel Negev, 1999. In traduzione all'inglese di Gloria J. Ascher, idem 1999/2002.
- Kurso de Djudeo-Espanyol (Ladino) para Adelantados, Università Ben Gurion nel Negev, 1999. (En traduksiyón, idem komo arriva).
- Kon Maymon Benchimol, Vokabulario Djudeo- Espanyol (Ladino) – Ebreo; Ebreo-Djudeo-Espanyol (ladino), Università Ben Gurion nel Negev, 1999.
- Tabelas de verbos en Djudeo-Espanyol (Ladino), Ed. dell'Autore. Gerusalemme, 1999.

### Libri di cucina
- Gizar Kon Gozo . Scritto in collaborazione con Liora Kelman. S. Zack. Gerusalemme. 2010

### Dizionari
- Diksionario Ebreo-Djudeo-Espanyol (Ladino), Djudeo-Espanyol (Ladino)-Ebraico, (Dizionario ebraico-ladino-ebraico). Zak, Gerusalemme, (2010).